# Cordillera Paine
La cordillera Paine, también conocida como Macizo Paine, es un pequeño pero sobresaliente grupo de montañas ubicado en el parque nacional Torres del Paine, en la Patagonia chilena. Se localiza a 150 km al norte de la ciudad de Puerto Natales, a 400 km al norte de Punta Arenas, y a más de 2500 km al sur de la capital chilena, Santiago. Se ubica administrativamente dentro de la comuna de Torres del Paine (Región de Magallanes y de la Antártica Chilena). Dentro de sus cumbres, las más conocidas son las denominadas Torres del Paine, tres picos graníticos de unos 2600 m de altura en promedio.
En una edición especial de National Geographic, las Torres del Paine fueron escogidas como «el quinto lugar más hermoso del mundo».
El 1 de noviembre de 2013, el sitio web virtualtourist.com escogió al lugar como la octava maravilla del mundo, mediante una votación que se realizó en línea, entre 300 alternativas.

## Etimología
El término procede de la palabra en mapudungun payne, término que significa "color azul celeste". Sin embargo, en la zona no se habla ni habló la lengua mapuche y el nombre le fue dado por el baqueano chileno Santiago Zamora, quien exploró la zona alrededor de 1870; se convirtió en un gran conocedor de la comarca y sirvió de guía para las exploraciones de reconocimiento de Tomas Rogers en 1877 y 1879. En la zona central de Chile existen varios lugares que llevan ese nombre, como la comuna de Paine, la Angostura de Paine o Valdivia de Paine.

## Cumbres
La cumbre más alta del macizo es el cerro Paine Grande, cuyas coordenadas son 51°00′S 73°06′O / -51.000, -73.100. Se afirma por lo general que la elevación es de 3050 m s. n. m.
Las cumbres más conocidas son las tres que corresponden a las torres del Paine 50°57′S 72°59′O / -50.950, -72.983. Estos son gigantes de granito modelados por la fuerza del hielo glacial.
La Torre Sur o D'Agostini, de 2850 m s. n. m., con buenas condiciones climáticas puede verse desde la cara sur del macizo, entre los cuernos y el Monte Almirante Nieto. Su primera ascensión fue realizada por la expedición italiana guiada por Armando Aste. La Torre Central (2800 m s. n. m.) fue escalada por primera vez el 16 de diciembre de 1963 por los británicos Chris Bonington y Don Whillans, y la torre Norte o Monzino (2600 m s. n. m.), por el italiano Guido Monzino.
Otras cumbres incluyen el Cerro Fortaleza, de 2900 m s. n. m., el Cuerno Principal, de unos 2600 m s. n. m., y el Monte Almirante Nieto, con una altura de 2670 m s. n. m.

## Orogenia del Macizo Paine

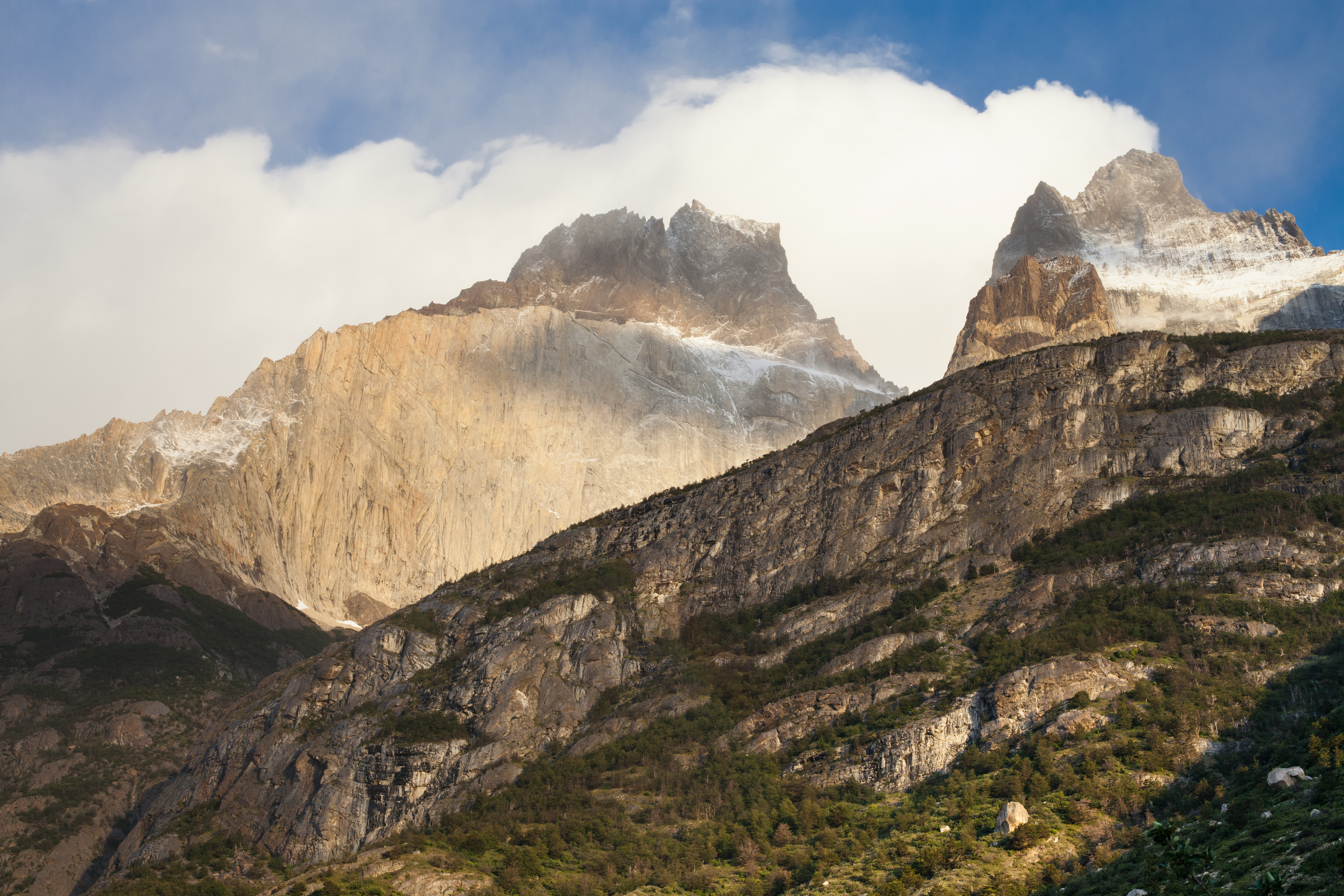
Distintos tipos de rocas que componen el macizo Paine de abajo hacia arriba: Rocas sedimentarias, granito (gris claro) y roca corneana (color negruzco).

La cordillera Paine es un conjunto montañoso independiente de los Andes Patagónicos y está formada por granito, rocas sedimentarias y rocas metamórficas. El origen de este macizo se remonta a unos 12 millones de años atrás, cuando se produjo una falla en la cuenca de Magallanes la que permitió que varios flujos de magma intruyeran las rocas sedimentarias formando así un lacolito, el cual al entrar en contacto con las rocas sedimentarias calcinó los sedimentos convirtiéndolos en rocas negras y pizarrosas.
Específicamente estas formaciones geológicas se originaron en el levantamiento del fondo marino de la geosinclinal de
Magallanes ocurrido en el cretácico superior hace unos 60 o 70 millones de años, el cual dio origen a lo que actualmente conocemos
como formación “Cerro Toro”, compuesta por lutitas, areniscas y conglomerados. Posteriormente , hace unos 12 millones de
años, durante en el Mioceno, se produce la segunda fase de formación con una intrusión granítica biotítica de grano medio que dio
origen a las mundialmente conocidas Torres del Paine. 
En una tercera fase, los avances y retrocesos de los glaciares ocurridos durante el Pleistoceno y Holoceno erosionando y esculpiendo la cordillera Paine y dando origen a los actuales lagos del parque , generándose así una interrelación entre la gran red de drenaje , formada por numerosos ríos, arroyos, lagos,
lagunas y cascadas que nacen del Campo de Hielo Patagónico Sur y realizan su recorrido desde el noreste hasta el Seno Última Esperanza.